# Kees Tol (voetballer)
Kees Pier Tol (Volendam, 1 januari 1987) is een Nederlands voormalig profvoetballer die bij voorkeur speelde als centrumspits. Hij heeft enkele seizoenen in Eerste divisie gespeeld, maar was vooral succesvol in de niveaus daaronder.

## Loopbaan
Als jeugdspeler kwam Kees Tol uit voor FC Volendam en later voor de amateurs van RKAV Volendam. In het seizoen 2008/2009 debuteerde hij als prof bij SC Cambuur Leeuwarden, speelde er twee wedstrijden en ging het seizoen daarna terug naar RKAV Volendam. Hij speelde er in de Zaterdag Hoofdklasse B, destijds het hoogste amateurniveau van Nederland. Met 18 doelpunten werd hij topschutter en vertrok aan het eind van het seizoen naar FC Volendam. Daar speelde hij twee seizoenen, van 2010 tot 2012. In zijn eerste seizoen speelde hij 29 wedstrijden en scoorde vier keer, in zijn tweede seizoen werd hij acht keer opgesteld en scoorde hij niet. In de zomer van 2012 ging Tol naar Noordwijk. Daar leidde hij de aanval en werd topscorer van de Topklasse Zaterdag. Sinds het seizoen 2013/14 speelt hij als centrumspits voor SV Spakenburg. Op 24 november 2014 heeft Kees Tol zijn contract met die club verlengd tot 30 juni 2018. In het seizoen 2018/19 komt hij uit voor VV Spijkenisse, waar hij voor een jaar heeft gespeeld. Na 2019 speelde Kees Tol bij Alphense Boys en tot 2022 bij Go Ahead Kampen.

## Statistieken
| Seizoen | Club                  | Land      | Competitie     | Wed. | Goals |
| ------- | --------------------- | --------- | -------------- | ---- | ----- |
| 2008/09 | SC Cambuur Leeuwarden | Nederland | Eerste divisie | 2    | 0     |
| 2010/11 | FC Volendam           | Nederland | Eerste divisie | 29   | 4     |
| 2011/12 | FC Volendam           | Nederland | Eerste divisie | 8    | 0     |
| Totaal  | Totaal                | Totaal    | Totaal         | 39   | 4     |